# St. Katharina (Molpertshaus)
Die römisch-katholische Pfarrkirche St. Katharina ist eine Kirche in Molpertshaus bei Wolfegg im oberschwäbischen Landkreis Ravensburg in Baden-Württemberg.

## Lage
Die Kirche befindet sich in der Eintürner Straße 31 in Molpertshaus, einem Ortsteil von Wolfegg. Sie liegt nur wenige Meter südlich des Kreuzwegs, der von dort aus zur Lourdeskapelle führt. 
Kirchlich gehört sie zur Seelsorgeeinheit Oberes Achtal im Dekanat Allgäu-Oberschwaben, welches Teil der Diözese Rottenburg-Stuttgart, der Kirchenprovinz Freiburg und somit Teil der Römisch-katholischen Kirche in Deutschland ist.

## Geschichte
Die Pfarrkirche St. Katharina in Molpertshaus blickt auf eine lange Bau- und Umgestaltungsgeschichte zurück. 

### Mittelalter
Eine erste urkundliche Erwähnung einer Kirche in „Molbrechtshusen“ findet sich im Jahr 1353 in der Steuerliste der Diözese Konstanz. Aus dem Spätmittelalter stammt der Molpertshauser Flügelaltar (um 1490), ein gotisches Werk, das heute im Dominikanermuseum Rottweil aufbewahrt wird.

### 18. Jahrhundert
Zwischen 1733 und 1738 erfolgte eine umfassende Renovierung und Vergrößerung der Kirche unter Abt Hermann Vogler des Klosters Rot an der Rot. Ein Grundstein an der nördlichen Kirchenmauer trägt die Inschrift Soli deo gloria, 1738 (Ehre sei Gott allein, 1738). Die Weihe des umgestalteten Gotteshauses durch den Konstanzer Weihbischof Carl Josef Fugger fand 1755 statt. Im Jahr 1775 stiftete Abt Mauritius zwei Nebenaltäre.

### 19. Jahrhundert
Am 22. Oktober 1803 wurde Molpertshaus infolge der Säkularisation und Aufhebung des Prämonstratenserklosters Rot zu einer eigenständigen Pfarrei. Das Patronat ging an den Grafen von Erbach-Wartenberg-Rot über.
Von 1846 bis 1848 wurde eine Renovierung durchgeführt. Im Jahr 1889 wurden Apostelfiguren, die vermutlich aus der Molpertshauser Kirche stammten, an Pfarrer Johann Mennel (Amtszeit 1875–1895) für den Verkauf nach Roggenzell veräußert.
Im Jahr 1900 erfolgte ein Neubau des Chors, der Beichtkapelle, eines westlichen Vorbaus und der Sakristei nach Plänen von Architekt Joseph Cades. Bereits 1877 war der Friedhof verlegt worden. Zwischen 1900 und 1913 wurde eine weitere Renovierung durchgeführt, bei der der Hochaltar mit dem Altarbild der Heiligen Katharina durch Altäre der „Schreinergotik“ (Moriz Schlachter, Ravensburg) ersetzt wurde. In dieser Zeit entstanden zudem die Taufkapelle, die Ölbergkapelle und das westliche Vorzeichen (Windfang).

### 20. und 21. Jahrhundert
Eine Modernisierung der Kirche erfolgte 1956 unter Pfarrer Adolf Heinzmann (Amtszeit 1950–1969). Dabei wurden Chorfenster zugemauert, die Kommunionbank und die Kanzel ersetzt sowie Decken- und Chorwandgemälde übertüncht. Die Weihe des neuen Hochaltars erfolgte am 25. November 1961 durch Bischof Carl-Joseph Leiprecht. 
Die letzte umfassende Renovierung wurde 1994/95 durchgeführt. Sie umfasste die Erweiterung des Chorraums, den Einbau eines Volksaltars und Ambos (Bildhauer Gerhard Tagwerker) sowie die Bemalung des Chores (Gloriole) durch Sabine Tagwerker. Die Kommunionbank wurde entfernt, während der Verbleib der Kanzel von Willi Veith (Lindau) kontrovers diskutiert wurde. Die Altarweihe fand am 19. März 1995 durch Weihbischof Bernhard Rieger statt.
Im Jahr 2005 erfolgte eine weitere Sanierung des Dachstuhls und eine Innenraumrenovierung der Kirche St. Katharina in Molpertshaus.

## Innenraum
An der Südwand (rechts) befinden sich ein Vortragekruzifix (zweites Viertel 18. Jhd.), der Grabstein der Familie Bendel (1732), Statuen der Kirchenpatronin Katharina von Alexandrien (seit 1964 in Molpertshaus, wohl 17. Jhd.), des Heiligen Sebastian (um 1660) und eine barocke Schmerzensmutter (frühes 18. Jhd.), die zu den ältesten erhaltenen Barockrelikten gehört. Des Weiteren steht hier eine Figur des Heiligen Antonius von Padua (1902), ergänzt durch einen Antonius-Opferstock für Bedürftige.
An der Nordwand (links) führt ein Zugang zur Tauf- und Beichtkapelle, in der eine barocke Figur der Mutter Anna und Maria (Ende 17. Jhd.) sowie ein Kruzifix (Anfang 18. Jhd.) zu finden sind. Eine kniende Figur des Heiligen Franz von Assisi (frühes 18. Jhd.) stammt ursprünglich aus der Kapelle Furt. Die Kanzel aus Kupferblech (1956) von Willi Veith stellt das Pfingstereignis dar. Zudem ziert die Wand das Wappen des Abtes Hermann Vogler (1738), des Erbauers der Kirche in ihrer heutigen Form, ein Altarbild mit dem Hufbeschlag-Wunder des Heiligen Eligius (um 1724) und eine Statue des Heiligen Norbert von Xanten (um 1900), die an die prämonstratensische Vergangenheit erinnert.
Der Kreuzweg im Innenraum stammt aus dem Jahr 1755 und wurde 1863/64 restauriert. Die Orgel von Orgelbau Stehle (1953) wurde 1978/79 von Orgelbau Reiser überarbeitet und besitzt 19 Register. Das Kirchenportal (1961) zeigt Attribute der Heiligen Katharina und des Verena-Fisches, der auf die frühere Verbindung zu den Prämonstratensern hinweist. Das Schiffsgestühl zeichnet sich durch geschweifte Eichenwangen mit Akanthusornamenten aus, wobei die Zahlen 17 und 38 im rückwärtigen Teil das Erbauungsjahr der Kirche (1738) markieren.
Die Altäre der Kirche umfassen den rechten Seitenaltar mit einer Eligius-Figur (um 1900) und einer Gedenktafel für Pfarrer Adolf Heinzmann, sowie den linken Seitenaltar mit einer Figur der Maria auf der Mondsichel (seit 1957). Der Hochaltar zeigt eine Altarrückwand mit einem Gemälde, das als Auferstehungssonne oder Gloriole gedeutet wird. Der Tabernakel aus Tombak (1958) von Walter Huppert ist mit Inschriften wie CREDO, SPERO, ADORO und LAUDO (Ich glaube, ich hoffe, ich bete an, ich lobpreise) versehen. Über der Apsis befindet sich ein Heilig-Geist-Fenster (1955). Altar und Ambo (1994) aus Bronze und Travertin wurden von Gerhard Tagwerker geschaffen. Der Christuskorpus des Kruzifixes stammt aus dem 17. Jahrhundert (angeschafft 1964). Der Taufstein in der Taufkapelle (1904) ist ein neugotisches Werk von Moriz Schlachter, dessen Kupferdeckel eine Inschrift zur Ehre der Dreifaltigkeit trägt.